# نظرية الرنين التكيفي
نظرية الرنين التكيفي (إيه آر تي) هي نظرية مطورة بواسطة ستيفن غروسبيرغ وغيل كاربنتر حول الجوانب المعنية بكيفية معالجة الدماغ للمعلومات. تصف النظرية عددًا من نماذج الشبكات العصبونية الاصطناعية التي تستخدم أساليب التعلم المراقب وغير المراقب، وتعالج مجموعة من المشكلات مثل تمييز الأنماط والتنبؤ بها.
ينطوي الحدس الأولي وراء نموذج نظرية الرنين التكيفي على أن تحديد الكائن والتعرف عليه عائد بشكل عام إلى تفاعل توقعات المراقب «من أعلى إلى أسفل» مع المعلومات الحسية «من الأسفل نحو الأعلى». يفترض النموذج أن التوقعات «من أعلى إلى أسفل» موجودة على هيئة قالب أو نموذج مبدئي للذاكرة إذ يخضع هذا القالب أو النموذج المبدئي لاحقًا للمقارنة مع السمات الفعلية للكائن بالشكل الذي تكشفه الحواس. تؤدي هذه المقارنة إلى إمكانية قياس الانتمائية الفئوية. طالما بقي الفرق بين الاحساس والتوقع دون العتبة المحددة التي يُطلق عليها اسم «معلمة التيقظ»، يُعتبر الكائن المحسوس عضوًا من الفئة المتوقعة. يوفر هذا النظام بالتالي حلًا لمشكلة «اللدونة / الاستقرار»، أي مشكلة اكتساب المعرفة الجديدة دون تعطيل المعرفة الموجودة بالفعل التي يُطلق عليها أيضًا اسم التعلم التدريجي.

## التدريب
توجد طريقتان أساسيتان في تدريب الشبكات العصبية القائم على نظرية الرنين التكيفي: التعلم البطيء والتعلم السريع. في طريقة التعلم البطيء، يمكن حساب درجة تدريب التعرف على أوزان العصبونات نحو متجه المدخلات على القيم المستمرة ذات المعادلات التفاضلية، إذ يعتمد ذلك بالتالي على طول الفترة الزمنية لتقديم متجه المدخلات. في طريقة التعلم السريع، تُستخدم المعادلات الجبرية من أجل حساب درجة تعديلات الوزن التي يجب تطبيقها، إذ يترافق ذلك مع استخدام القيم الثنائية. في حين يمكن اعتبار التعلم السريع كافيًا وفعالًا بالنسبة إلى مجموعة واسعة ومتنوعة من المهام، تبقى طريقة التعلم البطيء أكثر قبولًا من الناحية الحيوية ومن الممكن استخدامها مع شبكات الزمن المستمر (أي تلك التي تضم تغيرات مستمرة في متجه المدخلات).

## الانتقادات
من الملاحظ أن نتائج نظرية الرنين التكيفي من النوعين «فازي إيه آر تي» و«إيه آر تي 1» (أي الفئات المتعلَّمة) معتمدة بشكل جوهري على الترتيب الذي يُستخدم في معالجة بيانات التدريب. يمكن التقليل من هذا التأثير إلى حد ما باستخدام معدل تعلم أبطأ، إلا أنه يبقى موجودًا بصرف النظر عن حجم مجموعة بيانات المدخلات. لا تمتلك تقديرات نظرية الرنين التكيفي من النوعين «فازي إيه آر تي» و«إيه آر تي 1» بالتالي الخاصية الإحصائية من أجل الاتساق. يمكن النظر إلى هذه المشكلة باعتبارها أثر جانبي للآليات المعنية المسؤولة عن ضمان التعلم المستقر في كلتا الشبكتين.
يمكن لشبكات نظرية الرنين التكيفي الأكثر تقدمًا مثل «توبو إيه آر تي» و«هايبرسفير توبو إيه آر تي 1»، التي تعمل على تلخيص الفئات في عناقيد، حل هذه المشكلة نظرًا إلى عدم اعتماد أشكال العناقيد على ترتيب إنشاء الفئات المرتبطة.